# Harald Werneman (militär)
Gustaf Harald Arnold Werneman, född den 20 augusti 1909 i Åmål, död den 6 april 1979 i Stockholm, var en svensk militär.
Werneman blev fänrik i Bohusläns regemente 1934, löjtnant i flygvapnet 1937, kapten där 1942 och major där 1948. Han genomgick Flygkrigshögskolans stabskurs 1945 och Försvarshögskolan 1954. Werneman blev chef för försvarsstabens signaltjänstavdelning 1951 och ledamot av meteorologiska och hydrologiska rådet samma år. Han befordrades till överstelöjtnant i flygvapnet 1952 och till överste 1959. Werneman blev riddare av Svärdsorden 1949. Han vilar på Norra begravningsplatsen utanför Stockholm.